# Barmbek-Süd
Barmbek-Süd (en baix alemany Barmbeek-Süüd) és un barri del bezirk d'Hamburg-Nord a la ciutat estat d'Hamburg a Alemanya. El 2011 tenia 33 360 habitants sobre una superfície de 3,1 km².
El barri se situa entre l'Osterbek i Barmbek-Nord al nord, la línia del ferrocarril de rodalia S1 a l'est, Uhlenhorst a l'oest i el Eilbekkanal i el barri d'Eilbek al sud.

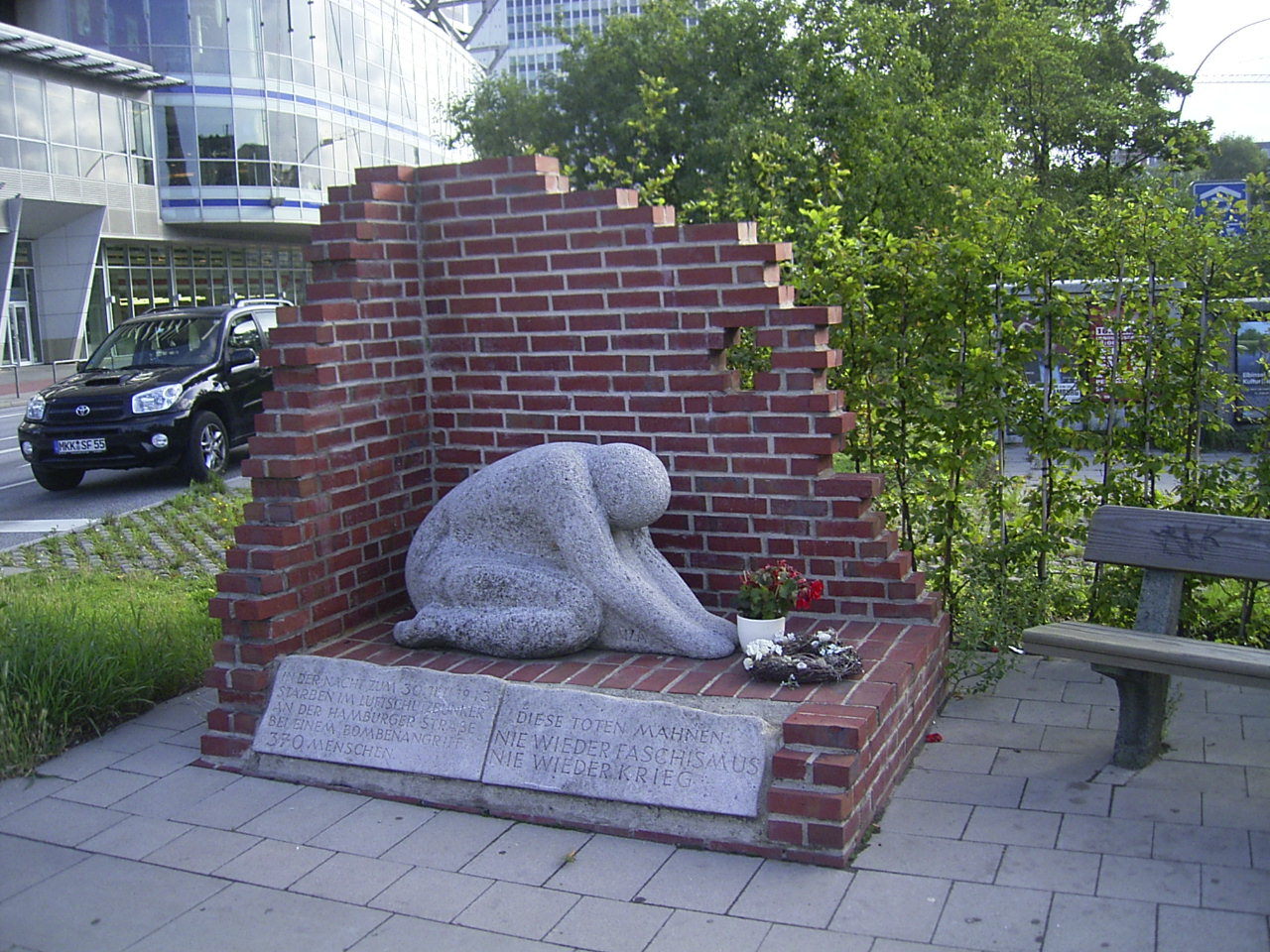
Monument d'advertiment contra les atrocitats de la guerra al carrer Hamburger Straße

El nom prové del baix alemany Bornebeke el que significa: rierol de la font, un antic nom de l'Osterbek. El barri és una part de la parròquia històrica de Barmbek, que va desenvolupar-se a l'entorn dels masos del centre històric entre els actuals carrers Hufnerstrasse i Brucknerstrasse a l'actual Barmbek-Süd. Després de diverses reorganitzacions va ser dividit en Barmbek-Süd, Barmbek-Nord i Dulsberg. Per a la història de Barmbek, vegeu també l'article sobre Barmbek-Nord.

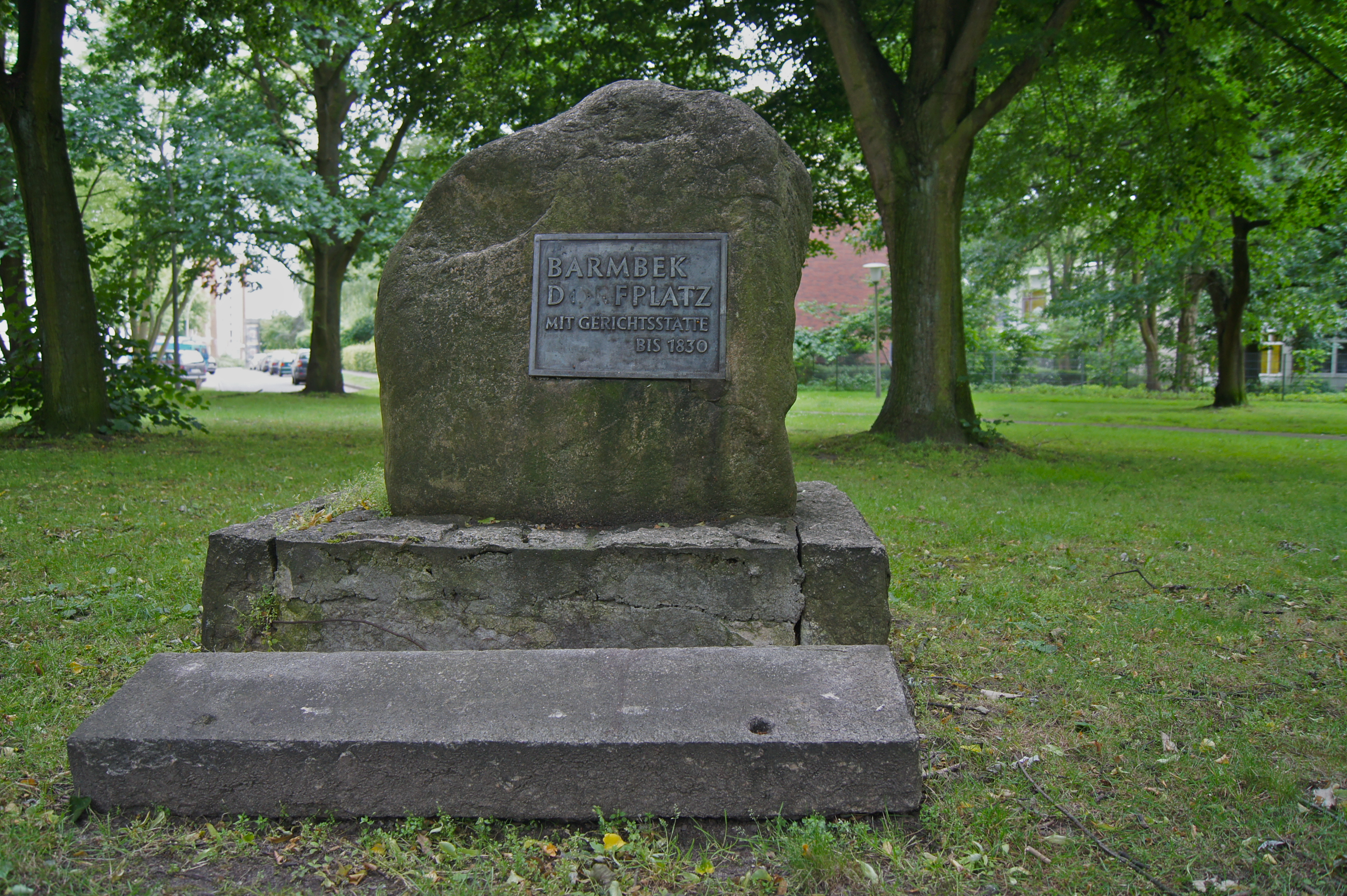
Pedra memorial de l'antic tribunal a la plaça major (desapareguda) de l'antic nucli antic del poble rural

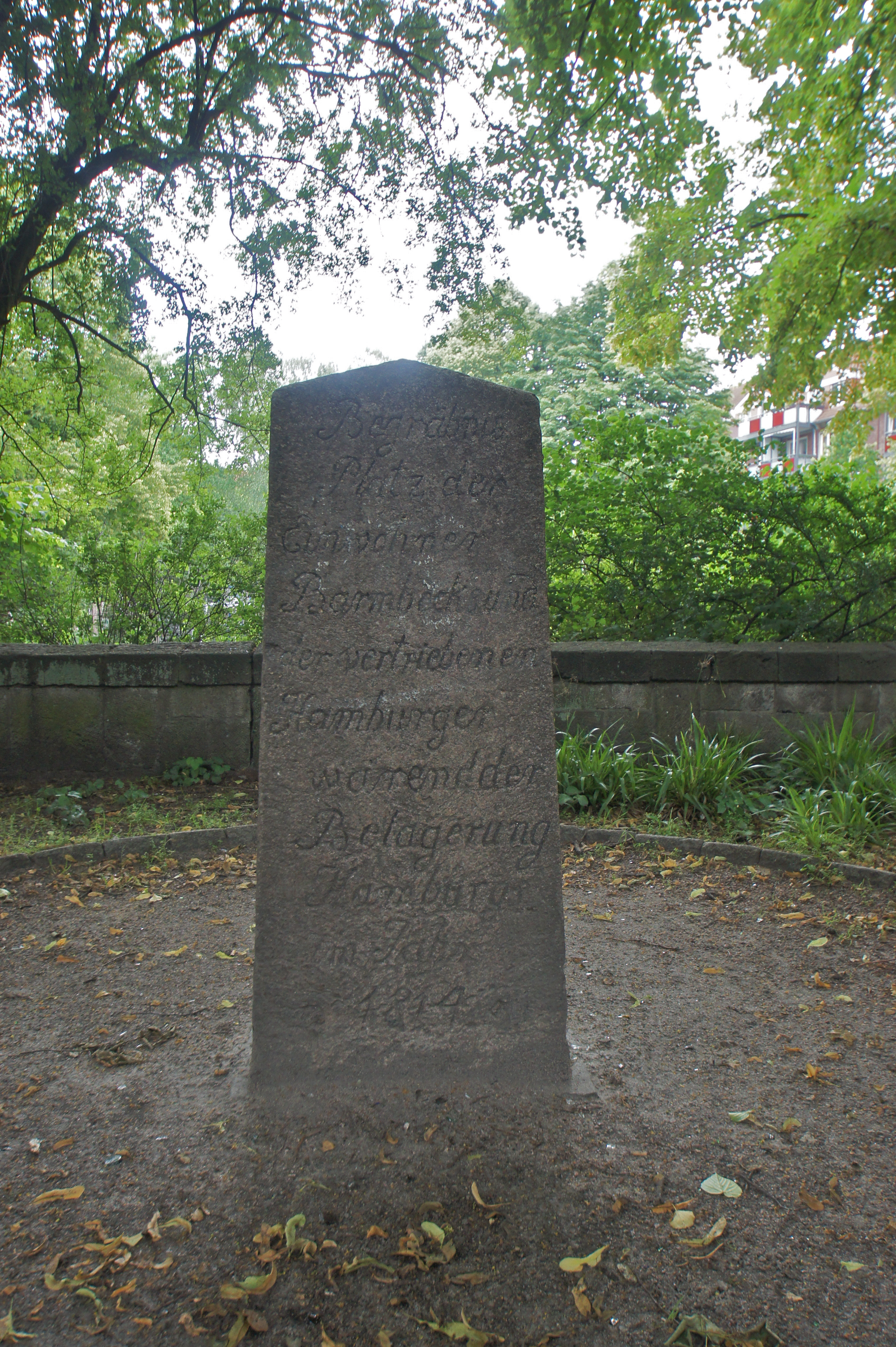
Monument per als víctimes del setge de 1814

Durant el setge d'Hamburg durant les guerres napoleòniques el 1813 els ocupants francesos van decidir d'incendiar el nucli de Barmbek a l'entorn del carrer de Hufnerstrasse, per tal d'augmentar la visibilitat de la ciutat. Un inhabitant, l'ocellaire Gerhard Heinrich von Essen, va evitar aquest desastre en pagant 1000 florins d'argent al comandant francès. Una reforma del 1830 va acordar totes les terres i possessions dels monestirs i hospitals a la ciutat d'Hamburg.
Molts edificis van ser destruïts durant l'Operació Gomorra a la Segona Guerra Mundial. Parcialment van ser reconstruïts, però també es va aprofitar per a eixamplar les carreteres en conseqüència de la moda tot per al cotxe el que va reduir la qualitat del concepte urbanístic humanista de Fritz Schumacher. La indústria pesant va deixar el barri i seguir el desenvolupament del port nou al marge esquerre de l'Elba. Durant la reconstrucció després de la guerra, va profitar-se per a desdensificar l'espai i crear corredors verds i autopistes urbanes.
Les comunicacions molts bons via les estacions de la U3 i de la S1 i l'ocàs de la indústria pesant fan que el barri, molt prop del centre de la ciutat però amb lloguers menys repugnants, torna a ésser de moda.

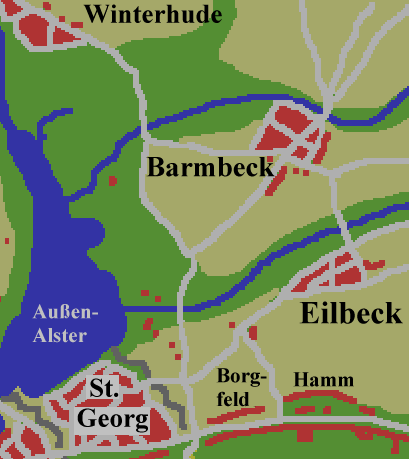
Mapa del Barmbek històric
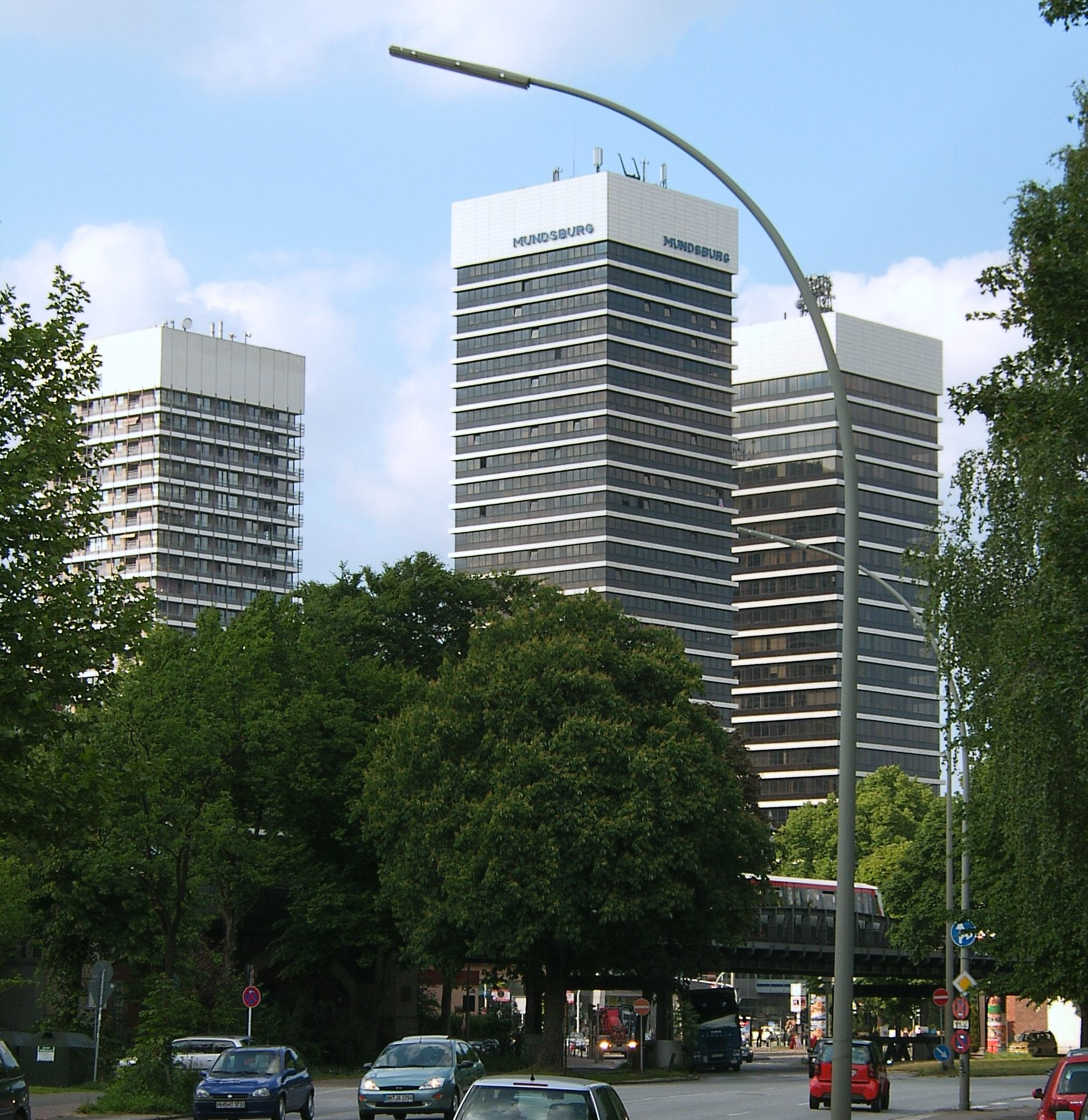
Centre de despatxos Mundsburg
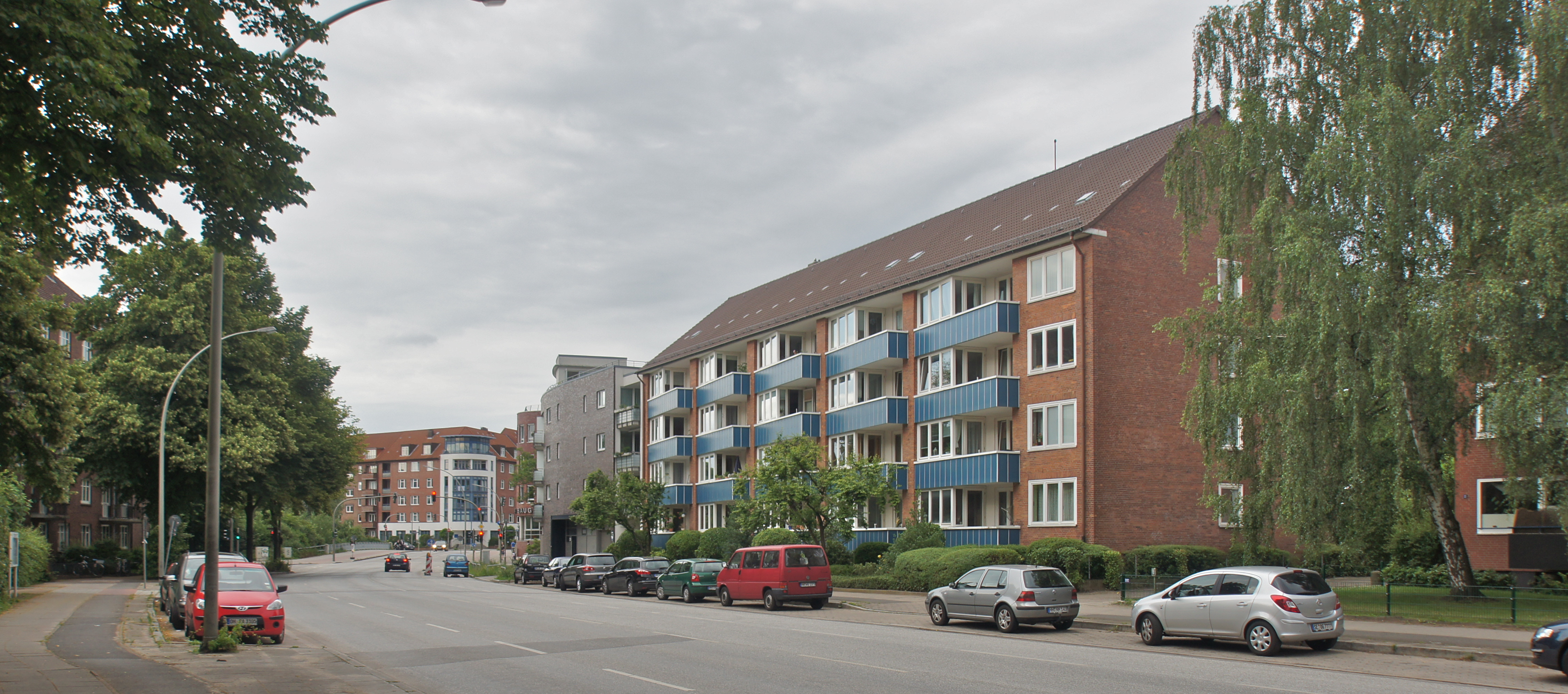
Pisos dels anys 1960
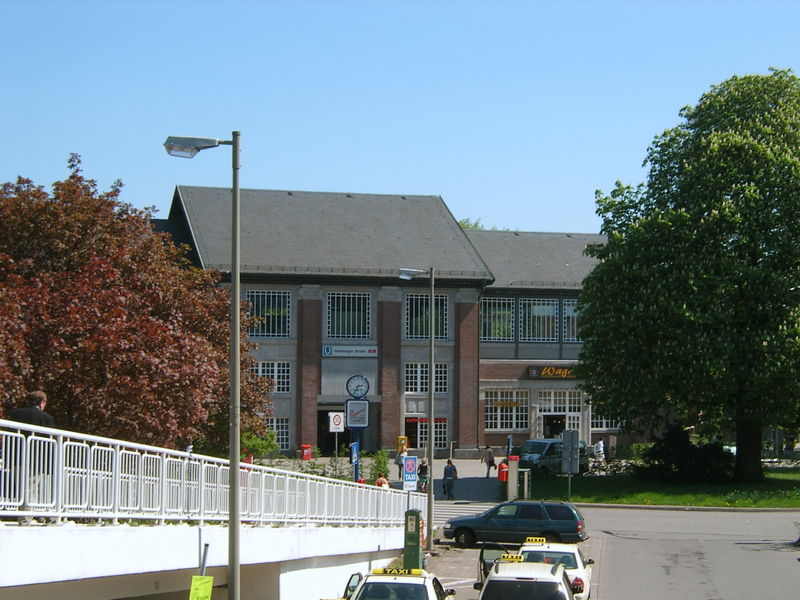
Estació de la lnia U3
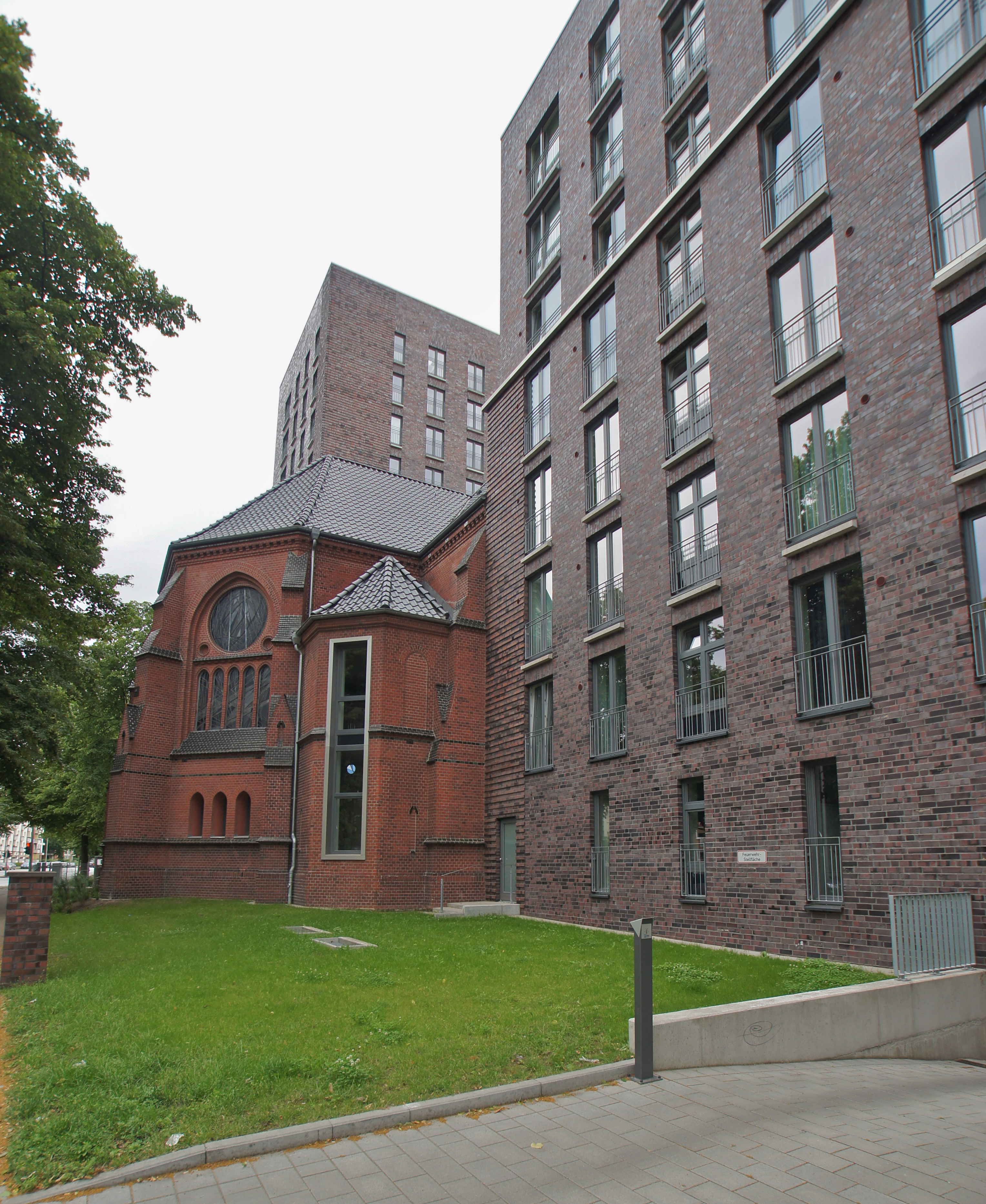
Integració d'un romanent de l'antiga església del Sant Espèrit (2011)

## Llocs d'interès
- El centre comercial «Hamburger Meile» el segon més llarg d'Hamburg, centre comercial en estil americà
- Hamburger Puppentheater: teatre de titelles

## Fills predilectes
- Hans-Jürgen Massaquoi (1926-2013), periodista i escriptor germano-americà
- Johannes Verding (1981), cantautor